# Streblacanthus
Streblacanthus là chi thực vật có hoa trong họ Acanthaceae.